# Monopé

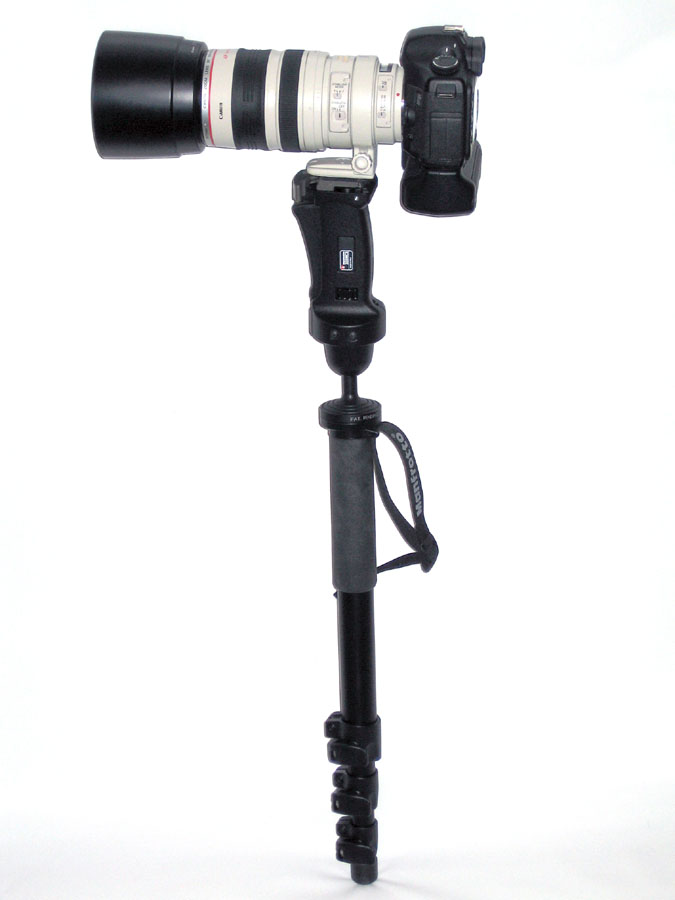
Monopé em uso

O monopé fotográfico, similar ao tripé fotográfico, é um acessório de sustentação utilizado para aumentar a estabilidade da uma câmera fotográfica ou de vídeo, melhorando a qualidade da imagem e permitindo o uso de parâmetros de exposição mais amplos.  Por ter apenas uma perna de sustentação em vez das três de um tripé, o efeito de estabilização é quase todo no sentido vertical.